# Oxycheilinus unifasciatus
Oxycheilinus unifasciatus là một loài cá biển thuộc chi Oxycheilinus trong họ Cá bàng chài. Loài này được mô tả lần đầu tiên vào năm 1877.

## Từ nguyên
Từ định danh unifasciatus trong tiếng Latinh có nghĩa là "có một dải sọc", hàm ý đề cập đến dải trắng bao quanh cuống đuôi của loài này.

## Phạm vi phân bố và môi trường sống
O. unifasciatus có phạm vi phân bố rộng khắp Tây và Trung Thái Bình Dương, nhưng thưa thớt ở Đông Ấn Độ Dương. Từ quần đảo Cocos (Keeling) và đảo Giáng Sinh (Úc), loài này xuất hiện ở bờ biển Tây Úc cũng như các rạn san hô vòng ở ngoài khơi, và từ đảo Java mở rộng phạm vi về phía đông đến vùng biển các quốc gia Đông Nam Á và các đảo quốc thuộc châu Đại Dương, ngược lên phía bắc đến vùng biển phía nam Nhật Bản và quần đảo Hawaii, giới hạn phía nam đến đảo Lord Howe và rạn san hô Great Barrier (Úc).
Ở Việt Nam, loài này được ghi nhận tại vịnh Nha Trang (Khánh Hòa), bờ biển Ninh Thuận, đảo đá ngoài khơi Bình Thuận, đảo Lý Sơn (Quảng Ngãi), cũng như tại quần đảo Hoàng Sa.
O. unifasciatus sống gần các rạn san hô viền bờ và rạn san hô trong các đầm phá ở độ sâu đến 161 m.

## Mô tả
O. unifasciatus có chiều dài cơ thể tối đa được ghi nhận là 46 cm. Loài này đa dạng màu sắc, thường là màu nâu tía hoặc màu ô liu với một dải trắng bao quanh cuống đuôi. Đầu có các vệt sọc màu đỏ cam bao quanh mắt, và có cặp sọc ngang song song nổi bật ở trên má. Vây bụng và vây lưng trước có đốm lớn.
Số gai ở vây lưng: 9; Số tia vây ở vây lưng: 10; Số gai ở vây hậu môn: 3; Số tia vây ở vây hậu môn: 8; Số tia vây ở vây ngực: 12.

## Sinh thái học
Thức ăn của O. unifasciatus là các loài giáp xác và cá nhỏ. O. unifasciatus lớn thường được bán ở trong các chợ cá, còn cá con đôi khi bắt gặp trong ngành thương mại cá cảnh. Ngộ độc ciguatera đã được ghi nhận ở loài cá này.